# Calathea guzmanioides
Calathea guzmanioides är en strimbladsväxtart som beskrevs av Lyman Bradford Smith och Idrobo. Calathea guzmanioides ingår i släktet Calathea och familjen strimbladsväxter. Inga underarter finns listade.